# Altrei
Altrei (wł. Anterivo) – miejscowość i gmina we Włoszech, w regionie Trydent-Górna Adyga, w prowincji Bolzano.
Liczba mieszkańców gminy wynosiła 389 (dane z roku 2009). Język niemiecki jest językiem ojczystym dla 91,44%, a włoski dla 8,56% mieszkańców (2001).